# Díos
Os Dii (Dioi) formavam uma tribo trácia independente, que vivia no meio do contraforte dos montes Ródope na Trácia. Eventualmente, eles formavam exércitos organizados de mercenários ou voluntários. Tucídides declarara uma vez que eles possuíam a infantaria mais beligerante no exército de Sitalces.
Descritos como espadachins, eles derrotaram uma cavalaria de Tebas usando táticas de peltaste, o que mostrava que eles possuíam também boas habilidades em outras formas de combate.